# Нью-Хайд-Парк
Нью-Хайд-Парк (англ. New Hyde Park) — деревня в городах Хемпстед и Норт-Хемпстед в округе Нассо на Лонг-Айленде в штате Нью-Йорк в США. Это основное сообщество района Большой Нью-Хайд-Парк. На момент переписи 2020 года население составляло 10 257 человек. В настоящее время деревня наиболее известна как штаб-квартира Northwell Health, крупнейшей сети больниц штата Нью-Йорк.

## История
В 1683 году Томасу Донгану, королевскому губернатору провинции Нью-Йорк, был предоставлен участок земли площадью 800 акров, в который входил Нью-Хайд-Парк, в то время известный как «Ферма Донгана». Донган построил особняк на месте, которое сейчас называется Лейквилл-роуд. После 1689 года во время восстания Лейслера Донган бежал в Новую Англию, а затем в Англию.
В 1715 году поместье Донгана было продано Джорджу Кларку (в то время секретарю провинции Нью-Йорк). Он назвал его Хайд-Парком в честь своей жены Энн Хайд. Наследники Кларка в 1783 году продали поместье и в начале XIX века оно было разделено и продано фермерам по частям. Со времен Донгана разведение крупного рогатого скота было основным занятием местных жителей, пока в середине XIX веке скотоводство на расширяющемся американском Западе не вынудило фермеров Хайд-Парка заняться другими делами.
Когда в 1871 году открылось почтовое отделение, название было изменено с Хайд-Парка на Нью-Хайд-Парк, чтобы избежать путаницы с Хайд-Парком в долине Гудзона.
Деревня была включена в состав города в 1927 году после того, как за это проголосовали большинство жителей. Главной достопримечательностью северной, не включенная в состав города части Нью-Хайд-Парка, является скала Шелтер-Рок, отложившаяся во время последнего ледникового периода и отмечающая южную границу этого события. В 1908 году через северную часть деревни была проложена дорог Вандербильт Мотор Паркуэй (позже известное как Олд-Мотор Паркуэй), первая в мире автомагистраль с ограниченным доступом, использовавшаяся для автогонок. С 1946 по 1947 год в здании Sperry Gyroscope на Маркус-Авеню располагалась штаб-квартира Организации Объединенных Наций.

## География
Согласно Бюро переписи населения США, общая площадь деревни составляет 0,8 квю миль (2,1 км²).
Нью-Хайд-Парк находится в городах Хемпстед и Норт-Хемпстед в округе Нассо.
Статистически обособленная местность Норт-Нью-Хайд-Парк, называемый иногда жителями просто Нью-Хайд-Парк, также находится в Норт-Хемпстеде и использует почтовый индекс Нью-Хайд-Парка 11040.
Нью-Хайд-Парк граничит с деревнями Флорал-Парк, Стюарт-Манор (Хемпстед), Гарден-Сити-Парк (Норт-Хемпстед) и Гарден-Сити (все в округе Нассо).
Нью-Хайд-Парк является основным сообществом района Большой Нью-Хайд-парк (англ. Greater New Hyde Park), который использует почтовый индекс 11040 и включает поселения Нью-Хайд-Парк, Норт-Нью-Хайд-Парк, Гарден-Сити-Парк, Херрикс, Манхассет-Хилс и Лейквилл-Эстейтс — все неинкорпорированные районы города Норт-Хемпстед в округе Нассо. Кроме того, небольшая часть почтовой зоны Нью-Хайд-Парка простирается до деревни Норт-Хилс, также являющейся частью города Норт-Хемпстед. Наконец, небольшая часть нью-йоркского боро Куинс под названием Глен-Окс обслуживается почтовым отделением Нью-Хайд-Парка 11040.
Деревня Нью-Хайд-Парк патрулируется полицейским департаментом округа Нассо.
Пожарный округ Нью-Хайд-Парк, водный и пожарный округ Гарден-Сити-Парк и пожарный округ Манхассет-Лейквилл обеспечивают противопожарную защиту различных частей почтовой зоны Нью-Хайд-Парк 11040, расположенной в округе Нассо.

## Экономика
Из-за близкого расположения и относительно короткого пути на работу до Манхэттена, Нью-Хайд-Парк представляет из себя в первую очередь пригородный посёлок, где более 75 % земли используется для индивидуального жилья, но также есть склады около станции Железной дороги Лонг-Айленда и торговые районы вдоль Джерико Тернпайк. Кроме того, в Нью-Хайд-Парк расположена штаб-квартира некоммерческойинтегрированной сети здравоохранения Northwell Health, крупнейшего работодателя на Лонг-Айленде, имеет в Нью-Хайд-Парке.
До джентрификации Нью-Хайд-парк был домом для большего количества промышленных компаний, включая Techem, Inc., которая с 1973 по 1994 год производила кислотные гальванические растворы хрома, кадмия, цианидов, никеля и цинка. В деревне работают комапнии Stock Drive Products и Sterling Instrument, которые обрабатывают и производят более 130 000 видов механических компонентов. Среди их клиентов Boeing Satellite Systems, Hamilton Sundstrand, Raytheon Systems, FLIR Systems и IAI. Обе компании принадлежат Designatronics Inc.

## Управление
Деревней Нью-Хайд-Парк управляет Совет попечителей, в который входят мэр, заместитель мэра и три попечителя, избираемые на четырехлетний срок.

## Образование и культура

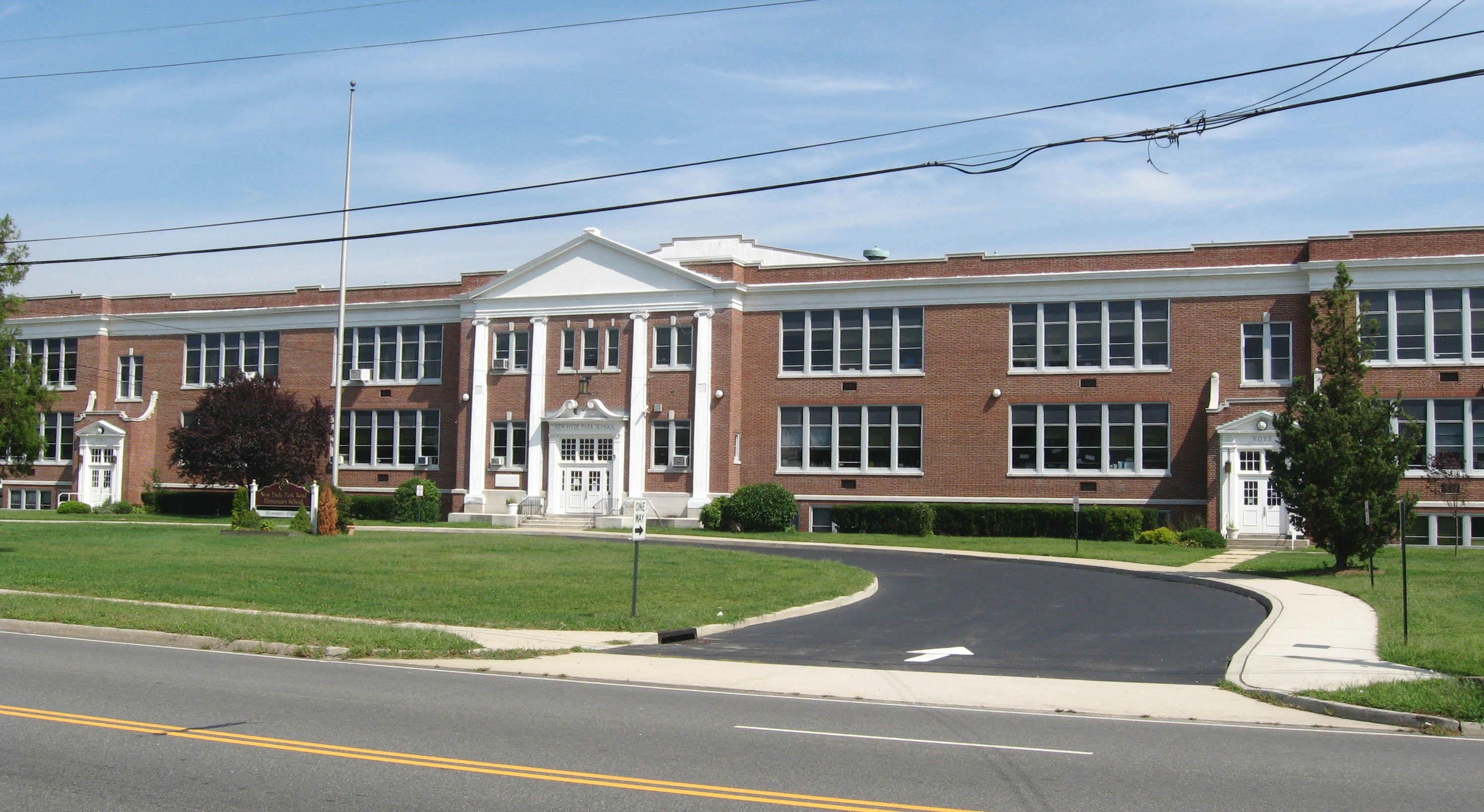
Начальная школа Нью-Хайд-Парк-Род

Большая часть деревни расположена в границах школьного округа Нью-Хайд-Парк—Гарден-Сити-Парк, в то время как часть её относится к школьному округу Elmont Union Free (оба включают начальные школы). Вся деревня относится к школьному округу Севанека Сентрал Хай Скул Дистрикт (который обслуживает учеников 7-х—12-х классов и включает в себя New Hyde Park Memorial High School, Sewanhaka High School, Elmont Memorial High School, H. Frank Carey High School и Floral Park Memorial High School). Таким образом, все дети, проживающие в деревне, направляются в школу одного из этих двух начальных округов и школьного округа старшей школы в зависимости от их возраста и класса.
По состоянию на 1997 год некоторые районы с адресами Нью-Хайд-Парка, которые находятся в некорпоративных районах, находятся в пределах школьных округов Great Neck Union Free или школьного округа Herricks Union Free.
Деревня обслуживается публичной библиотекой Hillside Public Library, которая относится к библиотечному округу Нью-Хайд-Парк—Гарден-Сити-Парк.